# Franz Michael Wittmann
Franz Michael Wittmann (* 20. Oktober 1804 in Finkenhammer; † 27. August 1857 in München) war ein deutscher Historiker und Archivar.

## Leben
Franz Michael Wittmann wurde 1804 in Finkenhammer geboren. Sein Vater Johann Adam Wittmann (1795–1834) war der Besitzer des Finkenhammers ein bedeutender Eisenhammer zur Eisenproduktion in der Oberpfälzer Stadt Pleystein im Landkreis Neustadt an der Waldnaab. Seine Mutter war Maria Margaretha Bauer (1773–1834), die 1795 in Pleystein geheiratet hatte. Franz Michael war das zweite der 7 Kinder des Ehepaars.
Sein Onkel und Taufpate war der Bischof von Regensburg Georg Michael Wittmann (1760–1833). Es könnte sein, dass dieser dafür sorgte, dass Franz Michael Wittmann zuerst in Amberg, dann in Landshut und schließlich München studierte und dort mit dem Dr. phil. abschloss.
Nach dem Studium trat er dann in das Allgemeine Reichsarchiv in München ein. Vorgesetzter war Reichsarchivdirektor Georg Thomas Rudhart.
Wittmann war zweimal verheiratet. In erster Ehe mit der Rentbeamtenstochter Barbara Theresia Hiltl († 8. Februar 1842) und in zweiter Ehe mit der Mühlbesitzerstochter Therese Wittmann von Thonmühle († 28. Februar 1851). Aus beiden Ehen hinterließ er zwei Söhne und eine Tochter.
Franz Wittmann starb 1857 im Alter von 52 Jahren in München.

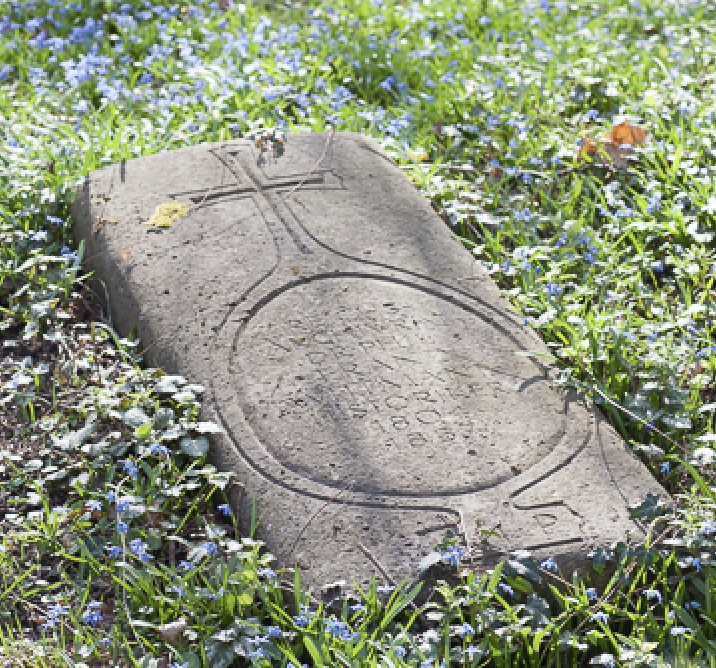
Grab von Franz Michael Wittmann auf dem Alten Südlichen Friedhof in München

## Grabstätte
Die Grabstätte von Franz Wittmann befindet sich auf dem Alten Südlichen Friedhof in München (Gräberfeld 24 – Reihe 4 – Platz 8) Standort.

## Werke (Auswahl)

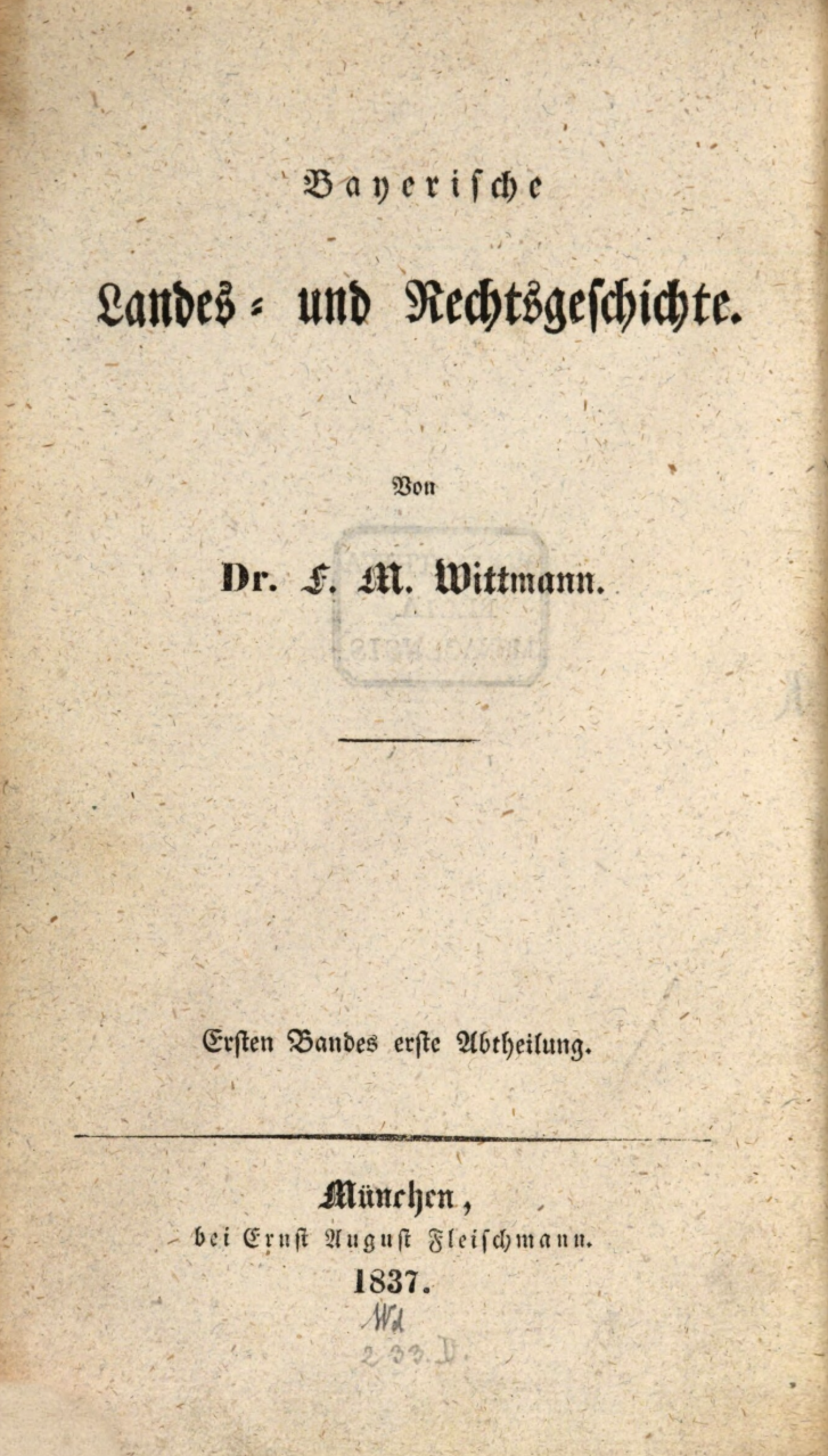
Titel der Publikation: Bayerische Landes- und Rechtsgeschichte, 1837

Langjährige Redaktion der Monumenta Boica und der »Regesta Boica«
- Bayerische Landes- und Rechts-Geschichte, Edition der ältesten Urbare und (zusammen mit K. A. Muffat) Urkunden des Hochstifts Würzburg in den »Monumenta Boica« (Bd. 36a und 37)
- Geschichte der Grafen von Leuchtenberg
- Die Herkunft der Bayern von den Markomanen
- Die Burggrafen von Regensburg
- Geschichte der Reformation in der Oberpfalz
- Monumenta Wittelsbacensia
- Das altgermanische Königtum